# بربيت أسود الظهر
بربيت أسود الظهر (الاسم العلمي: Lybius minor) (بالإنجليزية: Black-backed Barbet)‏ هو نوع من الطيور يتبع جنس البربيت الأفريقي من الفصيلة البربيتية.